# Dahyun
Kim Da-hyun (* 28. Mai 1998 in Seongnam, Gyeonggi-do) ist eine südkoreanische Sängerin und Mitglied der Girlgroup Twice. Zumeist tritt sie unter ihrem Mononym Dahyun (Hangeul: 다현) auf.

## Leben und Karriere
Dahyun, die als Kind Klavierunterricht lehren oder Staatsanwältin werden wollte, erregte erstmals in der Grundschule Aufmerksamkeit, als sie in einer Kirche den sogenannten Eagle Dance aufführte und ein davon auf YouTube veröffentlichtes Video zum viralen Phänomen wurde. Nachdem ein Talentscout ihre Performance bei einem Tanzfestival gesehen hatte, wurde sie bei JYP Entertainment Trainee der Agentur. In dieser Zeit trat sie auch kurz in Musikvideos von Got7 und Wooyoung auf.
Im Juli 2015 ging sie aus der Castingshow Sixteen siegreich hervor, in der sie unter anderem mit ihren Fähigkeiten als Rapperin überzeugen konnte und schließlich als eines der neun zukünftigen Mitglieder von Twice ausgewählt wurde.
Aufgrund ihrer Persönlichkeit und ihrer blassen Haut lautet Dahyuns Spitzname „Heung Dubu“ (koreanisch 흥두부), was so viel wie „Aufgeregter Tofu“ bedeutet. Bei den Liedern Missing U, Trick It und 21:29 wirkte Dahyun beim Schreiben der Songtexte mit.

## Kontroverse
Nachdem Dahyun ein T-Shirt trug, welches sich für eine Organisation zur Unterstützung der sogenannten Trostfrauen aussprach, wurde sie von japanischer Seite scharf dafür kritisiert. In diesem Zusammenhang wurde auch J.Y. Park Versagen vorgeworfen, da er Dahyun nicht ausreichend verteidigt hatte.